# Microrégion de Poços de Caldas
La microrégion de Poços de Caldas est l'une des dix microrégions qui subdivisent le Sud et Sud-Ouest du Minas, dans l'État du Minas Gerais au Brésil.
Elle comporte 13 municipalités qui regroupaient 338 261 habitants en 2006 pour une superficie totale de 4 632 km2.

## Municipalités[1]
- Albertina
- Andradas
- Bandeira do Sul
- Botelhos
- Caldas
- Campestre
- Ibitiúra de Minas
- Inconfidentes
- Jacutinga
- Monte Sião
- Ouro Fino
- Poços de Caldas
- Santa Rita de Caldas